# Coria (bướm đêm)
Coria  là một chi bướm đêm thuộc họ Noctuidae.

## Hình ảnh

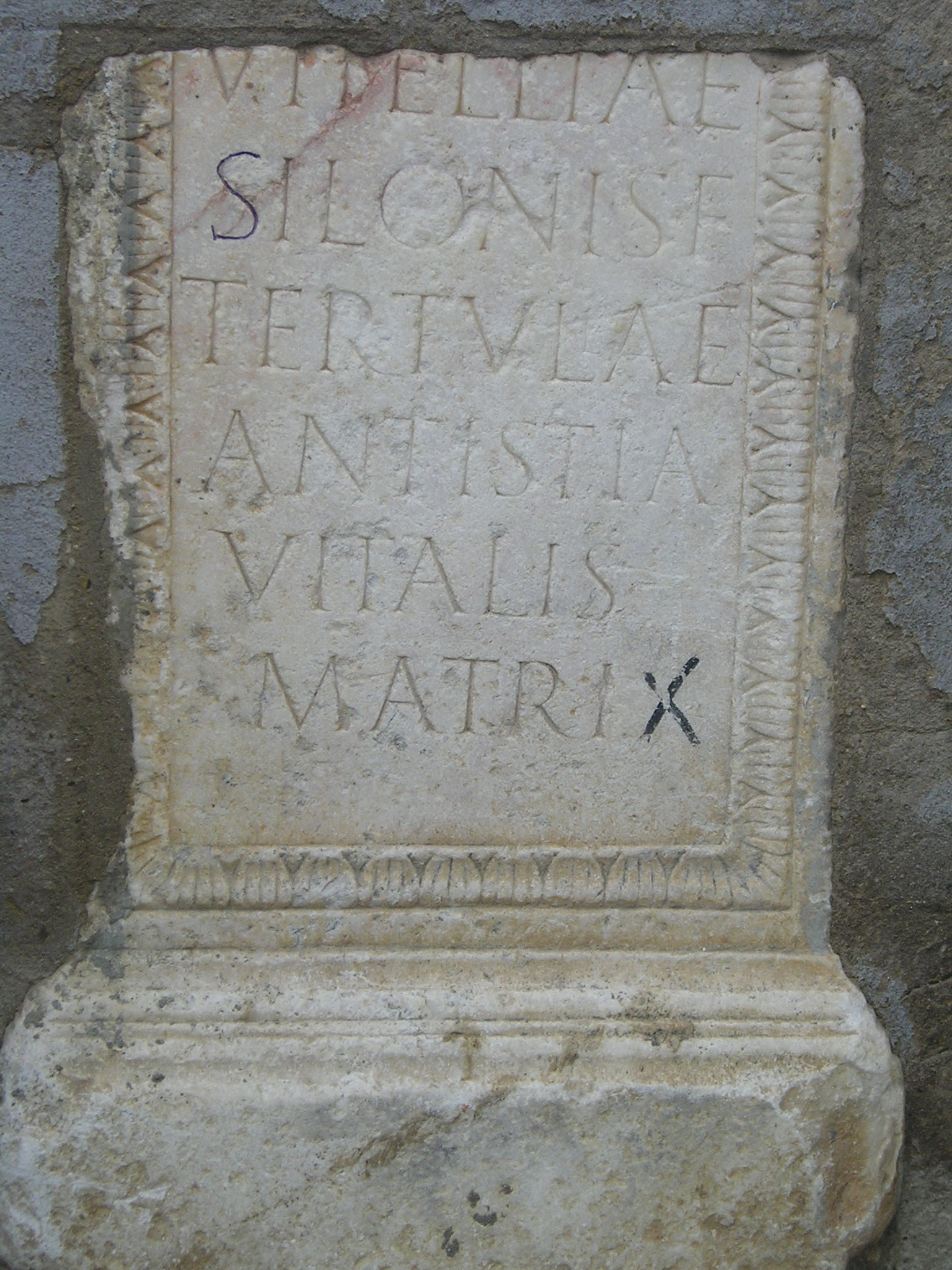
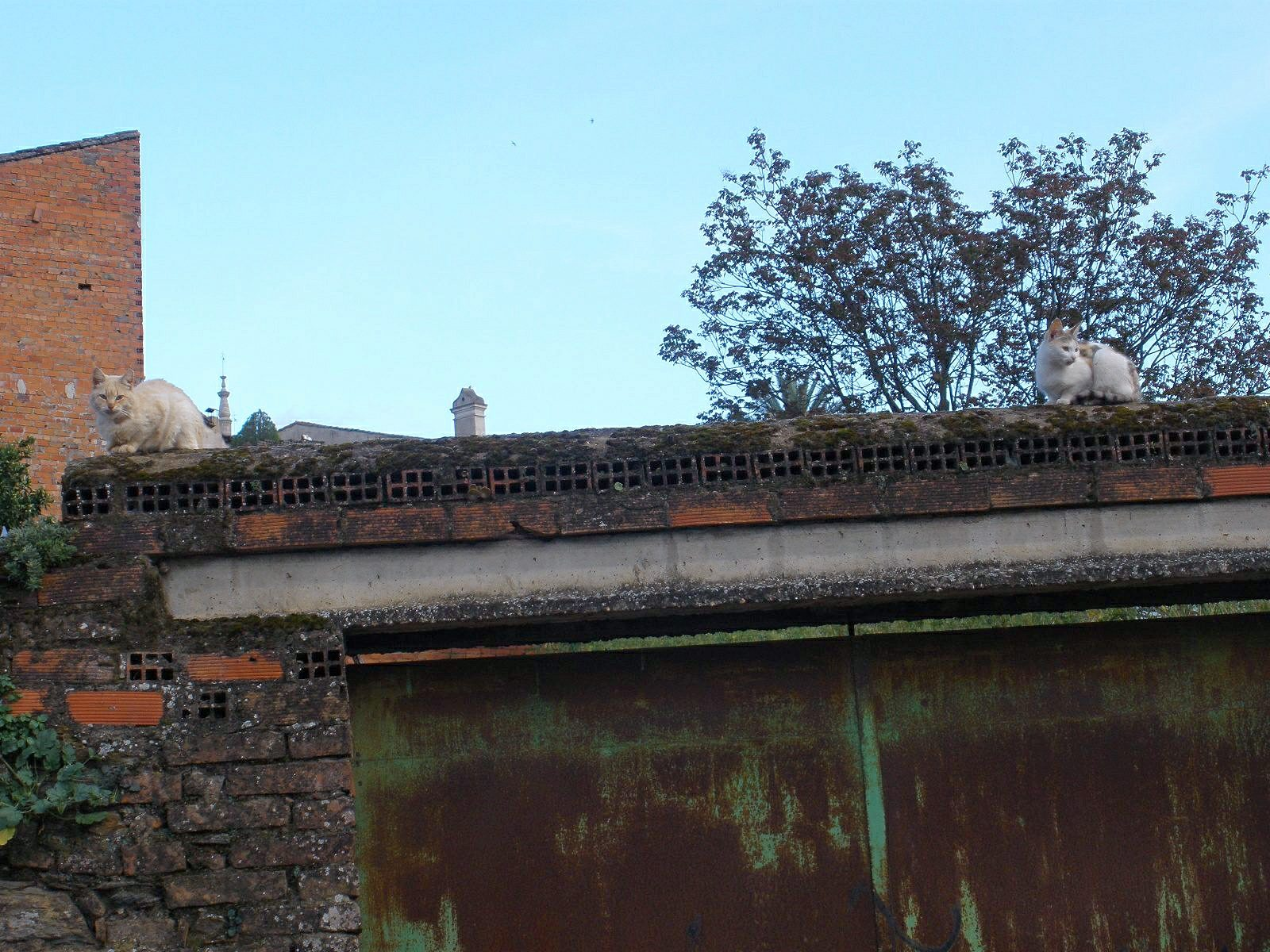